# Споменица на рат (1878)
Бронзана споменица на рат 1876, 1877, 1878 године је споменица успостављена 1878. у част коначног ослобођења Србије од турске власти.

## Опис
Реч је о округлој плочици украшеном рељефом и текстом. Израђена је од бронзе и месинга у атељеу „Schwerdtner” у Бечу 1878. године. Пречника је 3,3 цм.
На аверсу је дата фигура жене у народној ношњи као алегорична представа Србије. Десном руком држи венац, а левом се ослања на штит са српским грбом. Стоји на ратним трофејима: заставама, топовској цеви и полумесецу. Око фигуре је текст: РАТ ЗА ОСЛОБОЂЕЊЕ И НЕЗАВИСНОСТ 1876– 1877–1878 ГОД. На реверсу у венцу од ловорове и храстове гране налази се круна и монограм Милана Обреновића МО IV.